# 黄俐波
黄俐波（1968年10月—），江西黎川人，汉族，无党派人士。中华人民共和国政治人物、第十三届全国人民代表大会江西省代表。

## 生平
2018年，黄俐波被选为江西省出席第十三届全国人民代表大会代表。